# Ligue européenne féminine de volley-ball 2023
La Ligue européenne féminine de volley-ball 2023 est la 14e édition de la Ligue d'or et la 5e édition de la Ligue d'argent. Organisée par la Confédération européenne de volley-ball, elle se déroule du 27 mai au 9 juillet 2023 pour la 1re division et du 27 mai au 25 juin 2023 pour l'échelon inférieur.

## Ligue d'or européenne 2023
Navigation
2022 2024

### Sélections participantes
| Pays               | Participation | Meilleur résultat |
| ------------------ | ------------- | ----------------- |
| Belgique           | 2e            | (2013)            |
| Bosnie-Herzégovine | 2e            | 6e (2022)         |
| France T           | 10e           | (2022)            |
| Hongrie            | 10e           | (2015)            |
| Roumanie           | 9e            | (2022)            |
| Slovaquie          | 7e            | (2016)            |
| Suède P            | 3e            | 11e (2017)        |
| Tchéquie           | 7e            | (2012, 2019)      |
| Ukraine            | 6e            | (2017)            |

| Légende - T : Tenant du titre - P : Équipe promue |

### Format de la compétition
Les 9 sélections qui participent au tournoi sont réparties en 3 groupes de 3 équipes et s'affrontent à domicile et à l'extérieur lors d'un tournoi toutes rondes. Les vainqueurs de chaque groupe ainsi que le meilleur deuxième accèdent à la phase finale. La meilleure équipe du tour préliminaire rencontre le meilleur deuxième, et l'équipe classée deuxième joue celle classée troisième. Les demi-finales et la finale se disputent en matchs aller-retour. Le vainqueur ainsi que le finaliste de la compétition se qualifient pour la Challenger Cup 2023, afin de disputer une qualification pour la Ligue des nations 2024. L'équipe classée dernière est reléguée en Ligue d'argent européenne 2024,,,.

### Composition des groupes
Les équipes sont réparties dans les poules avec le système en serpentin (en), en fonction du classement CEV du 16 octobre 2022.
| Poule A                 | Poule B        | Poule C      |
| ----------------------- | -------------- | ------------ |
| Belgique (7)            | Tchéquie (10)  | France (11)  |
| Bosnie-Herzégovine (16) | Slovaquie (15) | Ukraine (13) |
| Suède (17)              | Roumanie (21)  | Hongrie (22) |

### Critères de départage
Le classement général se fait de la façon suivante :
1. plus grand nombre de victoires ;
2. plus grand nombre de points ;
3. plus grand ratio de sets pour/contre ;
4. plus grand ratio de points pour/contre ;
5. Résultat de la confrontation directe ;
6. si, après l’application des critères 1 à 5, plusieurs équipes sont toujours à égalité, les critères 1 à 5 sont à nouveau appliqués exclusivement aux matches entre les équipes concernées afin de déterminer leur classement final.

### Légende du classement
Rappel – Une équipe marque :
- 3 points pour une victoire sans tie-break (colonne G) ;
- 2 points pour une victoire au tie-break (Gt) ;
- 1 point pour une défaite au tie-break (Pt) ;
- 0 point pour une défaite sans tie-break (P).

### Tour préliminaire

#### Poule A
Classement
| # | Équipe             | Pts | J | G | Gt | Pt | P | Sp | Sc | Ratio | Pp  | Pc  | Ratio |
| 1 | Belgique           | 9   | 4 | 3 | 0  | 0  | 1 | 10 | 4  | 2.5   | 334 | 286 | 1.168 |
| 2 | Suède              | 8   | 4 | 2 | 1  | 0  | 1 | 10 | 7  | 1.429 | 380 | 364 | 1.044 |
| 3 | Bosnie-Herzégovine | 1   | 4 | 0 | 0  | 1  | 3 | 3  | 12 | 0.25  | 287 | 351 | 0.818 |

* Les horaires des rencontres sont indiquées en heure locale.

#### Poule B
Classement
| # | Équipe    | Pts | J | G | Gt | Pt | P | Sp | Sc | Ratio | Pp  | Pc  | Ratio |
| 1 | Tchéquie  | 9   | 4 | 3 | 0  | 0  | 1 | 10 | 5  | 2     | 344 | 303 | 1.135 |
| 2 | Slovaquie | 6   | 4 | 2 | 0  | 0  | 2 | 7  | 8  | 0.875 | 314 | 333 | 0.943 |
| 3 | Roumanie  | 3   | 4 | 1 | 0  | 0  | 3 | 6  | 10 | 0.6   | 338 | 360 | 0.939 |

* Les horaires des rencontres sont indiquées en heure locale.

#### Poule C
Classement
| # | Équipe  | Pts | J | G | Gt | Pt | P | Sp | Sc | Ratio | Pp  | Pc  | Ratio |
| 1 | Ukraine | 9   | 4 | 3 | 0  | 0  | 1 | 10 | 6  | 1.667 | 369 | 333 | 1.108 |
| 2 | France  | 6   | 4 | 2 | 0  | 0  | 2 | 8  | 8  | 1     | 349 | 348 | 1.003 |
| 3 | Hongrie | 3   | 4 | 1 | 0  | 0  | 3 | 6  | 10 | 0.6   | 339 | 376 | 0.902 |

* Les horaires des rencontres sont indiquées en heure locale.

#### Meilleur deuxième
Classement
| # | Équipe    | Pts | J | G | Gt | Pt | P | Sp | Sc | Ratio | Pp  | Pc  | Ratio |
| 1 | Suède     | 8   | 4 | 2 | 1  | 0  | 1 | 10 | 7  | 1.429 | 380 | 364 | 1.044 |
| 2 | France    | 6   | 4 | 2 | 0  | 0  | 2 | 8  | 8  | 1     | 349 | 348 | 1.003 |
| 3 | Slovaquie | 6   | 4 | 2 | 0  | 0  | 2 | 7  | 8  | 0.875 | 314 | 333 | 0.943 |

### Phase finale
La phase finale est programmée du 25 juin au 9 juillet 2023.
|  | Demi-finales | Demi-finales | Demi-finales |         |   | Finale | Finale | Finale |
|  |              |              |              |         |   |        |        |        |
|  |              |              |              |         |   |        |        |        |
|  |              |              |              |         |   |        |        |        |
|  | Ukraine      | 3            | 3            |         |   |        |        |        |
|  | Ukraine      | 3            | 3            |         |   |        |        |        |
|  | Tchéquie     | 0            | 1            |         |   |        |        |        |
|  | Tchéquie     | 0            | 1            | Ukraine | 3 | 3      |        |        |
|  |              |              |              | Ukraine | 3 | 3      |        |        |
|  |              | Suède        | 0            | 0       |   |        |        |        |
|  | Suède        | Suède        | 0            | 0       | 3 | 3      |        |        |
|  | Suède        |              |              |         | 3 | 3      |        |        |
|  | Belgique     | 2            | 0            |         |   |        |        |        |
|  | Belgique     | 2            | 0            |         |   |        |        |        |

* Les horaires des rencontres sont indiquées en heure locale.

#### Finale
L'Ukraine remporte son deuxième titre dans la compétition après l'édition 2017 en disposant facilement de la Suède en finale.

### Classement final
| Place              | Équipe             |
| ------------------ | ------------------ |
| Médaille d'or      | Ukraine            |
| Médaille d'argent  | Suède              |
| Médaille de bronze | Belgique           |
| Médaille de bronze | Tchéquie           |
| 5                  | France             |
| 6                  | Slovaquie          |
| 7                  | Roumanie           |
| 8                  | Hongrie            |
| 9                  | Bosnie-Herzégovine |

| Meilleure joueuse        | Anastasiia Kraiduba (uk) |
| Meilleure marqueuse      | Isabelle Haak            |
| Meilleure serveuse       | Isabelle Haak            |
| Meilleure réceptionneuse | Britt Herbots            |
| Meilleure bloqueuse      | Magdaléna Jehlarova      |
| Meilleure attaquante     | Svitlana Dorsman         |
| Meilleure passeuse       | Jutta Van de Vyver       |

## Ligue d'argent européenne 2023
Navigation
2022 2024

### Sélections participantes
| Pays       | Participation | Meilleur résultat |
| ---------- | ------------- | ----------------- |
| Autriche   | 3e            | (2018, 2021)      |
| Estonie    | 5e            | 4e (2018, 2022)   |
| Îles Féroé | 1re           | -                 |
| Géorgie    | 3e            | 7e (2018)         |
| Lettonie   | 2e            | 7e (2021)         |
| Monténégro | 1re           | -                 |
| Macédoine  | 1re           | -                 |
| Portugal   | 4e            | (2022)            |

### Format de la compétition
Les 8 sélections qui participent au tournoi sont réparties en 2 groupes de 4 équipes et s'affrontent à domicile et à l'extérieur lors d'un tournoi toutes rondes. Les deux premiers de chaque groupe accèdent à la finale à quatre se déroulant dans un lieu unique. Les deux équipes terminant premières rencontrant les deux équipes classées deuxièmes. L'Autriche est qualifiée d'office pour la phase finale en tant que nation hôte. La sélection vainqueure se qualifie pour la Ligue d'or européenne 2024,,.

### Composition des groupes
Les équipes sont réparties dans les poules avec le système en serpentin (en), en fonction du classement CEV du 16 octobre 2022.
| Poule A                 | Poule B         |
| ----------------------- | --------------- |
| Autriche (24)           | Monténégro (27) |
| Estonie (30)            | Portugal (28)   |
| Lettonie (33)           | Géorgie (34)    |
| Macédoine (non-classée) | Îles Féroé (35) |

### Critères de départage
Le classement général se fait de la façon suivante :
1. plus grand nombre de victoires ;
2. plus grand nombre de points marqués ;
3. plus grand ratio de sets pour/contre ;
4. plus grand ratio de points pour/contre ;
5. Résultat de la confrontation directe ;
6. si, après l’application des critères 1 à 5, plusieurs équipes sont toujours à égalité, les critères 1 à 5 sont à nouveau appliqués exclusivement aux matches entre les équipes concernées afin de déterminer leur classement final.

### Légende du classement
Rappel – Une équipe marque :
- 3 points pour une victoire sans tie-break (colonne G) ;

- 2 points pour une victoire au tie-break (Gt) ;

- 1 point pour une défaite au tie-break (Pt) ;

- 0 point pour une défaite sans tie-break (P) ;

### Tour préliminaire

#### Poule A
Classement
| # | Équipe    | Pts | J | G | Gt | Pt | P | Sp | Sc | Ratio | Pp  | Pc  | Ratio |
| 1 | Estonie   | 15  | 6 | 5 | 0  | 0  | 1 | 15 | 4  | 3.75  | 454 | 368 | 1.234 |
| 2 | Autriche  | 15  | 6 | 5 | 0  | 0  | 1 | 15 | 5  | 3     | 452 | 391 | 1.156 |
| 3 | Lettonie  | 6   | 6 | 2 | 0  | 0  | 4 | 9  | 12 | 0.75  | 469 | 475 | 0.987 |
| 4 | Macédoine | 0   | 6 | 0 | 0  | 0  | 6 | 0  | 18 | 0     | 315 | 456 | 0.691 |

* Les horaires des rencontres sont indiquées en heure locale.

#### Poule B
Classement
| # | Équipe     | Pts | J | G | Gt | Pt | P | Sp | Sc | Ratio | Pp  | Pc  | Ratio |
| 1 | Monténégro | 15  | 6 | 5 | 0  | 0  | 1 | 16 | 3  | 5.333 | 451 | 328 | 1.375 |
| 2 | Portugal   | 15  | 6 | 5 | 0  | 0  | 1 | 15 | 4  | 3.75  | 461 | 310 | 1.487 |
| 3 | Géorgie    | 3   | 6 | 1 | 0  | 0  | 5 | 4  | 15 | 0.267 | 345 | 439 | 0.786 |
| 4 | Îles Féroé | 3   | 6 | 1 | 0  | 0  | 5 | 3  | 16 | 0.188 | 283 | 463 | 0.611 |

* Les horaires des rencontres sont indiquées en heure locale.
Habituée du Championnat d'Europe des petits États, l'équipe des Îles Féroé dispute la compétition pour la première fois et remporte une victoire historique à domicile lors de la 2e journée face à la Géorgie (3-1).

### Finale à quatre
- Lieu :  Graz, Raiffeisen Sportpark (de)[9]
- Fuseau horaire : UTC+02:00 (CEST)

La Finale à quatre (en anglais : Final Four) est programmée les 24 et 25 juin 2023.
|  | Demi-finales | Demi-finales |                        |   | Finale  | Finale  |
|  | Demi-finales | Demi-finales |                        |   | Finale  | Finale  |
|  |              |              |                        |   |         |         |
|  | 24 juin      | 24 juin      |                        |   | 25 juin | 25 juin |
|  | 24 juin      | 24 juin      |                        |   | 25 juin | 25 juin |
|  | Portugal     | 1            |                        |   | 25 juin | 25 juin |
|  | Portugal     | 1            |                        |   | 25 juin | 25 juin |
|  | Estonie      | 3            |                        |   | 25 juin | 25 juin |
|  | Estonie      | 3            | Estonie                | 3 |         |         |
|  | 24 juin      |              | Estonie                | 3 |         |         |
|  |              | Autriche     | 2                      |   |         |         |
|  | Autriche     | Autriche     | 2                      | 3 |         |         |
|  | Autriche     |              |                        | 3 |         |         |
|  | Monténégro   | 1            |                        |   |         |         |
|  | Monténégro   | 1            | Match pour la 3e place |   |         |         |
|  |              |              |                        |   |         |         |
|  | 25 juin      |              |                        |   |         |         |
|  |              |              |                        |   |         |         |
|  | Portugal     | 3            |                        |   |         |         |
|  | Portugal     | 3            |                        |   |         |         |
|  | Monténégro   | 1            |                        |   |         |         |
|  | Monténégro   | 1            |                        |   |         |         |

#### Finale
L'équipe d'Estonie remporte le tournoi pour la première fois à l'issue d'une finale très accrochée face à la nation hôte (3-2).

### Classement final
| Place              | Équipe     |
| ------------------ | ---------- |
| Médaille d'or      | Estonie    |
| Médaille d'argent  | Autriche   |
| Médaille de bronze | Portugal   |
| 4                  | Monténégro |
| 5                  | Lettonie   |
| 6                  | Géorgie    |
| 7                  | Îles Féroé |
| 8                  | Macédoine  |

| Meilleure joueuse        | Kertu Laak (et)          |
| Meilleure marqueuse      | Danijela Dzaković        |
| Meilleure serveuse       | Júlia Kavalenka          |
| Meilleure réceptionneuse | Tamina Huber             |
| Meilleure bloqueuse      | Liis Kullerkann (et)     |
| Meilleure attaquante     | Katia Silva              |
| Meilleure passeuse       | Karolina Kibbermann (et) |